# Международный теннисный чемпионат на Сицилии
Международный теннисный чемпионат на Сицилии (итал. Campionati Internazionali di Sicilia) — мужской профессиональный теннисный турнир, проводимый в Палермо, Италия, с 1979 по 2006 год при поддержке Федерации Тенниса Италии и ATP.

## Общая информация
Различные крупные мужские теннисные соревнования проводятся на Сицилии с 1935 года. В 1979 году стартовало наиболее продолжительное сотрудничество мужского тура гран-при (в дальнейшем ATP) с организаторами из Палермо, завершившегося лишь в 2006 году, когда ассоциация стала постепенно сворачивать осеннюю грунтовую серию в основном туре, забирая лицензии у наиболее финансово
слабых призов.
Несмотря на все изменения в календаре сицилийский чемпионат проводился в сентябре. В начале своего существования в начале месяца сразу после Открытого чемпионата США, а затем с 1986 года начинался в конце сентября, завершая сезон игр на открытом воздухе в Европе.
В период с 2009 по 2011 год в Палермо проводился турнир в рамках соревнований ATP Challenger под названием Sicilia Classic.

## Победители и финалисты
Только одному теннисисту — испанцу Альберто Берасатеги — удалось дважды выиграть одиночные соревнования (в 1994 и 1997 годах). Ему же и Филиппо Воландри принадлежит рекорд по выходу в финал одиночного турнира (по три раза). В парном разряде и общий рекорд по победам принадлежит аргентинцу Мариано Худу: он первенствовал на турнире 4 раза (все в парном). По три победы у его соотечественников Лукаса Арнольда Кера и Мартина Гарсии. Чаще других играл в титульном матче во всех разрядах испанец Эмилио Санчес, который был в финале 6 раз (2 — в одиночном и 4 — в парном разряде). Победить в них ему удалось только два раза — в парном разряде в 1990 и 1993 годах.
Среди российских теннисистов единственным победителем был Игорь Андреев, который выиграл здесь в 2005 году одиночные соревнования.
| Год  | Победитель              | Финалист            | Счёт в финале     |
| ---- | ----------------------- | ------------------- | ----------------- |
| 2006 | Филиппо Воландри        | Николас Лапентти    | 5-7 6-1 6-3       |
| 2005 | Игорь Андреев           | Филиппо Воландри    | 0-6 6-1 6-3       |
| 2004 | Томаш Бердых            | Филиппо Воландри    | 6-3 6-3           |
| 2003 | Николас Массу           | Поль-Анри Матьё     | 1-6 6-2 7-6(0)    |
| 2002 | Фернандо Гонсалес       | Хосе Акасусо        | 5-7 6-3 6-1       |
| 2001 | Феликс Мантилья         | Давид Налбандян     | 7-6(2) 6-4        |
| 2000 | Оливье Рохус            | Диего Наргизо       | 7-6(14) 6-1       |
| 1999 | Арно ди Паскуаль        | Альберто Берасатеги | 6-1 6-3           |
| 1998 | Мариано Пуэрта          | Франко Скиллари     | 6-3 6-2           |
| 1997 | Альберто Берасатеги (2) | Доминик Хрбаты      | 6-4 6-2           |
| 1996 | Карим Алами             | Адриан Войня        | 7-5 2-1 — отказ   |
| 1995 | Франсиско Клавет        | Хорди Бурильо       | 6-7(2) 6-3 7-6(1) |
| 1994 | Альберто Берасатеги     | Алекс Корретха      | 2-6 7-6(6) 6-4    |
| 1993 | Томас Мустер            | Серхи Бругера       | 7-6(2) 7-5        |
| 1992 | Серхи Бругера           | Эмилио Санчес       | 6-1 6-3           |
| 1991 | Фредерик Фонтан         | Эмилио Санчес       | 1-6 6-3 6-3       |
| 1990 | Франко Давин            | Хуан Агилера        | 6-1 6-1           |
| 1989 | Гильермо Перес-Рольдан  | Паоло Кане          | 6-1 6-4           |
| 1988 | Матс Виландер           | Кент Карлссон       | 6-1 3-6 6-4       |
| 1987 | Мартин Хайте            | Карел Новачек       | 7-6 6-7 6-4       |
| 1986 | Ульф Стенлунд           | Пабло Аррайя        | 6-2 6-3           |
| 1985 | Тьерри Тулан            | Йоаким Нюстрём      | 6-2 6-0           |
| 1984 | Франческо Канчелотти    | Милослав Мечирж     | 6-0 6-3           |
| 1983 | Джимми Ариас            | Хосе Луис Клерк     | 6-2 2-6 6-0       |
| 1982 | Марио Мартинес          | Джон Александр      | 6-4 7-5           |
| 1981 | Мануэль Орантес         | Педро Ребольедо     | 6-4 6-0 6-0       |
| 1980 | Гильермо Вилас          | Пол Макнами         | 6-4 6-0 6-0       |
| 1979 | Бьорн Борг              | Коррадо Барадзутти  | 6-4 6-0 6-4       |

| Год  | Чемпионы                              | Финалисты                            | Счёт в финале |
| ---- | ------------------------------------- | ------------------------------------ | ------------- |
| 2006 | Мартин Гарсия (3) Луис Орна           | Марцин Матковский Мариуш Фирстенберг | 7-6 7-6       |
| 2005 | Мартин Гарсия (2) Мариано Худ (4)     | Марцин Матковский Мариуш Фирстенберг | 6-2 6-3       |
| 2004 | Лукас Арнольд Кер (3) Мариано Худ (3) | Мартин Родригес Гастон Этлиc         | 7-5 6-2       |
| 2003 | Лукас Арнольд Кер (2) Мариано Худ (2) | Леош Фридль Франтишек Чермак         | 7-6 6-7 6-3   |
| 2002 | Лукас Арнольд Кер Луис Лобо           | Леош Фридль Франтишек Чермак         | 6-4 4-6 6-2   |
| 2001 | Томас Карбонелл (2) Даниэль Орсанич   | Энцо Артони Эмилио Бенфеле           | 6-2 2-6 6-2   |
| 2000 | Мартин Гарсия Томас Карбонелл         | Пабло Альбано Марк-Кевин Гёлльнер    | Без игры      |
| 1999 | Себастьян Прието Мариано Худ          | Лэн Бэйл Альберто Мартин             | 6-3 6-1       |
| 1998 | Дональд Джонсон Франсиско Монтана     | Пабло Альбано Даниэль Орсанич        | 6-4 7-6       |
| 1997 | Эндрю Кратцман Либор Пимек            | Хендрик Ян Давидс Даниэль Орсанич    | 3-6 6-3 7-6   |
| 1996 | Эндрю Кратцман (2) Маркос Ондруска    | Кристиан Бранди Эмилио Санчес        | 7-6 6-4       |
| 1995 | Алекс Корретха Фабрис Санторо         | Хендрик Ян Давидс Пит Норвал         | 6-7 6-4 6-3   |
| 1994 | Том Кемперс (2) Джек Уэйт             | Нил Броуд Грег ван Эмбург            | 7-6 6-4       |
| 1993 | Серхио Касаль (2) Эмилио Санчес (2)   | Хуан Гарат Хорхе Лосано              | 6-3 6-3       |
| 1992 | Йохан Донар Ола Йонссон               | Орасио де ла Пенья Войтех Флегль     | 5-7 6-3 6-4   |
| 1991 | Том Кемперс Якко Элтинг               | Хавьер Санчес Эмилио Санчес          | 3-6 6-3 6-3   |
| 1990 | Серхио Касаль Эмилио Санчес           | Карлос Коста Орасио де ла Пенья      | 6-3 6-4       |
| 1989 | Питер Баллауфф Рудигер Хаас           | Горан Иванишевич Диего Наргизо       | 6-2 6-7 6-4   |
| 1988 | Карлос ди Лаура Марсело Филиппини     | Альберто Мансини Кристиан Миниусси   | 6-2 6-0       |
| 1987 | Леонардо Лаваль Клаудио Панатта       | Петр Корда Томаш Шмид                | 3-6 6-4 6-4   |
| 1986 | Паоло Кане Симоне Коломбо             | Клаудио Медзадри Джанни Оклеппо      | 7-5 6-3       |
| 1985 | Колин Доудесвелл Йоаким Нюстрём       | Серхио Касаль Эмилио Санчес          | 6-4 6-7 7-6   |
| 1984 | Блейн Уилленборг Томаш Шмид           | Клаудио Панатта Хенрик Сундстрём     | 6-7 6-3 6-0   |
| 1983 | Пабло Аррайя Хосе Луис Клерк          | Тиан Вильюн Дани Виссер              | 1-6, 6-4 6-4  |
| 1982 | Энцо Ваттоне Джанни Марчетти          | Хосе Луис Дамиани Диего Перес        | 6-4 6-7 6-3   |
| 1981 | Хосе Луис Дамиани Диего Перес         | Белус Пражу Хайме Фильоль            | 6-1 6-4       |
| 1980 | Джанни Оклеппо Рикардо Икаса          | Виктор Печчи Балаж Тароци            | 6-2 6-2       |
| 1979 | Питер Макнамара Пол Макнами           | Джон Фивер Исмаил эль-Шафей          | 7-5 7-6       |